# Kleinschnabeltinamu

Verbreitungsgebiet des Kleinschnabeltinamus

Der Kleinschnabeltinamu (Crypturellus parvirostris), Syn. Crypturus parvirostris ist eine Vogelart aus der Familie der Steißhühner (Tinamidae).
Der Vogel kommt im Südosten Perus, in Brasilien südlich des Amazonas, im Norden und Osten Boliviens, in Paraguay und Nordosten Argentiniens vor.
Der Lebensraum umfasst Savanne, Cerrado und Caatinga in Brasilien, dichten, buschigen Sekundärwald, hohes Gras mit einzelnen Büschen, Kulturland, offene Felder Galeriewald, Bambus bis etwa 1000 m Höhe.

## Merkmale
Die Art ist mit 20–32 cm der kleine Vertreter der Crypturellus-Gattung, sie wiegt 141–205 (Männchen) beziehungsweise 176–250 g (Weibchen). Sie ist in unterschiedlichem Maße grau und braun und erinnert mit dem gebogenen Schnabel etwas an eine Ralle (Rallidae). Kopfkappe bis Nacken sind schlicht schiefergrau bis blass bläulich-grau oder grau-braun, an der Stirn und am Scheitel gern etwas dunkler, an Rücken in braun bis rötlich-braun übergehend, oft etwas grau überhaucht, auch an der Flügeloberseite. Die Flügeldecken der Armschwingen haben gern graue Spitzen und bilden angedeutete Flügelbinden oder Spiegel. Die Handschwingen sind stärker grau.
Kinn und Kehle sind heller gräulich bis weiß, vorderer Nacken und Brust sind bräunlich oder oliv-grau mit staubgrauer an gedeuteter Zeichnung, Unterseite und Steiß sind blass oliv-braun bis aschfarben, heller als die Flanken, die dunkelbraun bis schwärzlich gefiedert sind mit weißen Rändern und ein deutliches geschupptes Bild ergeben. Die Unterschwanzdecke sind gelblich mit schwärzlichen Pfeilköpfen und schmaler schwarzer Umrandung.
Die Iris ist braun, dunkelrot oder dunkelbraun, der Schnabel rot, am First grauer. Die Beine sind rot.
Das Weibchen unterscheidet sich nicht, soll aber einen durchgehend roten Schnabel aufweisen. Jungvögel sind matter gefärbt und tragen kleine graue Flecken oder kurze Subterminalbinden auf Oberseite, Flügeloberseite, Nacken und Brust. Der Schnabel ist blasser, die Iris dunkel grau-braun.
Dieser Vogel ist dem Tataupatinamu (C. tataupa) sehr ähnlich, ist aber kleiner, blasser gefärbt und hat einen kürzeren Schnabel und kürzere Füße, die rötlich statt purpurfarben oder grau sind. An Scheitel und Brust hat die Art etwas Braun, während der Tataupatinamu da grau ist. Die Verbreitungsgebiete überlappen sich nicht. Die Art ähnelt auch dem Goldschnabel-Sumpfhuhn (Mustelirallus erythrops), das aber brauner gefiedert ist mit rotem Schnabel.

## Geografische Variation
Die Art ist monotypisch.

## Stimme
Der tagsüber, bevorzugt morgens zu hörende Gesang wird als schneller werdende Folge von klingelnden Lauten beschrieben, höher werdend, dann plötzlich in schnurrende Laute übergehend „tu… tu… tu tu, tu-tu-ti’ti’ti’ti-chur-chur-chur“. In Brasilien beginnt der Gesang mit einem Stakkato „peep peep peep“ und endet in einem rauen trockenem Rasseln.

## Lebensweise
Die Art ist vermutlich ein Standvogel. Die Nahrung besteht aus Pflanzensamen, Sauergrasgewächsen, Wolfsmilchgewächsen, Malvengewächsen usw., Termiten, Ameisen und andere Insekten, die meist paarweise auf dem Boden gesucht werden.
Das Gelege besteht aus 2 bis 5 blass schokoladefarbenen Eiern mit etwas Violett, die über 19 Tage bebrütet werden. Die Brutzeit liegt zwischen September und April.

## Etymologie und Forschungsgeschichte
Die Erstbeschreibung des Kleinschnabeltinamu erfolgte 1827 durch Johann Georg Wagler unter dem wissenschaftlichen Namen Crypturus parvirostris. Das Typusexemplar stammte aus Brasilien und befand sich im naturhistorischen Museum in München. 1914 führten Wyndham Wentworth Knatchbull-Hugessen, 3. Baron Brabourne und Charles Chubb die neue Gattung Crypturellus ein. Dieser Begriff ist der Diminutiv von Crypturus Illiger, 1811 für Tinamu und leitet sich aus κρυπτος kryptos für versteckt und ουρα oura für Schwanz ab. Der Artname parvirostris ist ein Wortgebilde aus lateinisch parvus ‚klein‘ und lateinisch -rostris, rostrum ‚-schnablig, Schnabel‘. Alfred Laubmann hatte für sein Werk Die Vögel von Paraguay zwei Bälge, gesammelt von Eugen Josef Robert Schuhmacher (1906–1973) und Franz Hermann Fischer (1880-) in Independencia und Nueva Germania, zur Verfügung. Für beide Orte betrachtete er die Art als durchaus häufig im Buschland. In der Literatur fand er einen Nachweis für das Land in Villarrica durch Carl Eduard Hellmayr. 1938 beschrieb Alípio de Miranda-Ribeiro die Synonyme Orthocrypturus parvirostris superciliaris und Orthocrypturus parvirostris fuscus. Superciliaris hat seinen Ursprung in lateinisch superciliaris, supercilium ‚mit Augenbrauen, Augenbrauen‘, fuscus in lateinisch fuscus ‚braun, düster, dunkelfarben, schwarz‘.

## Gefährdungssituation
Der Bestand gilt als „nicht gefährdet“ (Least Concern).